# Pierre Corval
Pierre Corval, né le 21 novembre 1910 à Bordeaux et décédé le 12 août 1973 à Cannes, est un résistant et journaliste français de la presse écrite puis de la télévision.

## Biographie
Après des études littéraires, Pierre Corval ouvre une librairie près de l'église St Séverin à Paris puis entre comme journaliste à l'Aube.

### Le journalisme

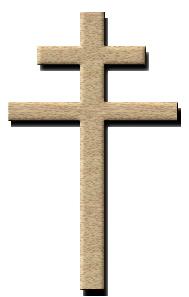

L'Aube est un journal dirigé par Francisque Gay qui se situe dans la mouvance historique du Sillon fondé par Marc Sangnier en 1899. Outre Gay, il y côtoie notamment : Georges Bidault, Louis Terrenoire, Jean Dannenmuller, Jacqueline Ancelet Hustache. Cette équipe se dissout dès le début de l'Occupation ; à la Libération, Pierre Corval réintègre l'équipe de l’Aube. Le journal qui reparait alors s'installe avenue de l'Opéra où elle récupère les locaux d'Aujourd'hui dont le directeur, Georges Suarez, est condamné à mort pour faits de collaboration. Il en devient Directeur général en 1949, année de la création de la Radiodiffusion télévision française (RTF).
En 1970, après une carrière à la télévision, il revient à la presse écrite comme directeur du journal Le Maine libre fondé par Max Boyer le 9 août 1944.

### La Résistance
Le journal cesse de paraître dès le début de l'occupation allemande et tous ses collaborateurs cités plus haut s'engagent dans la Résistance. Accrédité par le gouvernement de Vichy, Pierre Corval s'installe à Lyon comme journaliste au Progrès. Jusqu'au sabordage du journal à l'entrée des allemands en zone sud la famille Brémond qui dirige le journal apporte son soutien à la Résistance.
En 1942, afin d'assurer la circulation des informations entre les réseaux des mouvements et avec Londres, un enseignant du lycée du Parc, Georges Bidault, crée à la demande de Jean Moulin le Bureau d'information et de presse (BIP) et son Bulletin de la France combattante. C'est Pierre Corval, entouré d'une petite équipe, qui rédige les 250 numéros de ce bulletin et devient la plume de la Résistance. Il le fait d'abord sur place à Lyon puis du domicile de ses parents à Paris et enfin, après une descente de la Gestapo à laquelle il échappe de peu, dans les locaux du patronage Championnet qui abrite l'imprimerie clandestine de la Résistance. Il est alors, avec René-Georges Laurin, à l'origine de la constitution des Jeunes chrétiens combattants.

### La télévision

À la télévision, il crée la première émission de débat politique en 1954 : Face à l'opinion. Celle-ci est supprimée en 1956 sur décision de Guy Mollet : le nouveau président du Conseil n'a pas apprécié l'émission lors des élections législatives. Toujours concerné par les quêtes spirituelles, il collabore à partir de là avec Arnaud Desjardins. Cependant en 1958, il lui revient de diriger les débats concernant les résultats du référendum du 28 septembre. Et l'année suivante ceux qui suivent le discours du général de Gaulle sur l'autodétermination de l'Algérie. La même année il reçoit les journalistes américains et russes lors du voyage de Nikita Khrouchtchev à New-York.
Nommé directeur de l'Office de radiodiffusion télévision française (ORTF) à Beyrouth puis à Rome, il rentre en France en 1965 comme directeur des programmes de France Culture qui a succédé à France III le 8 décembre 1963. On lui doit particulièrement à partir de cette date la couverture du concile Vatican II dans laquelle il s'implique personnellement. Il quitte ce poste en 1970 et meurt le 14 août 1973.

## Notoriété
Membre du conseil municipal de Paris et de l'Assemblée de l'Union française.
Promu officier de la Légion d'honneur, il a souhaité malgré les aléas de la politique, que sa décoration lui soit remise par Georges Bidault.
Il est titulaire de la Médaille de la résistance, officier de l'Ordre national du Cèdre, officier du Ouissam Alaouite.

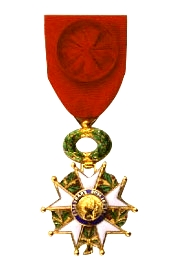
Médaille d'officier de l’ordre national de la Légion d’honneur
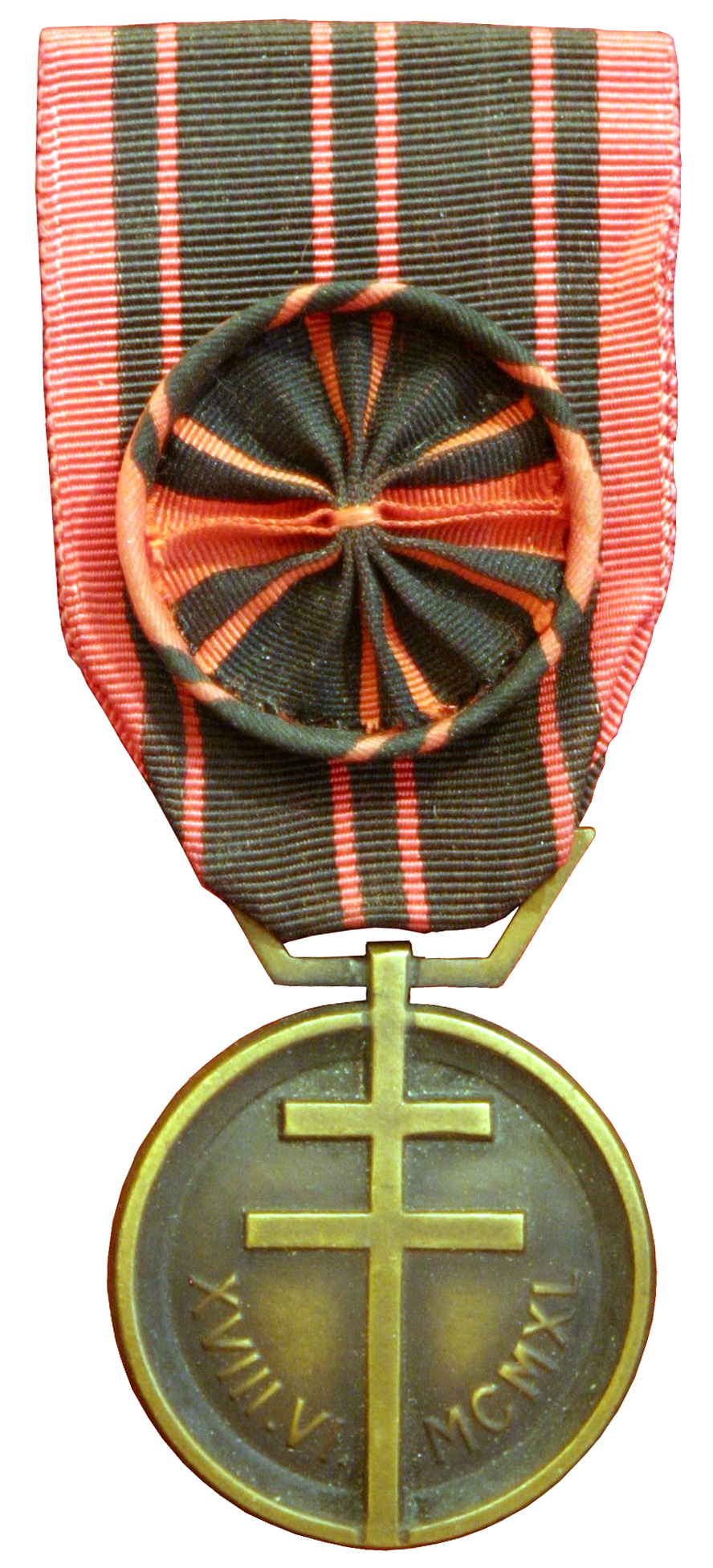
Médaille de la résistance
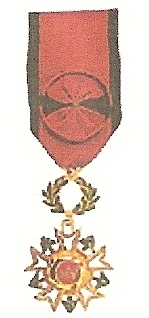
Médaille d'officier de l'Ordre national du Cèdre (Liban)
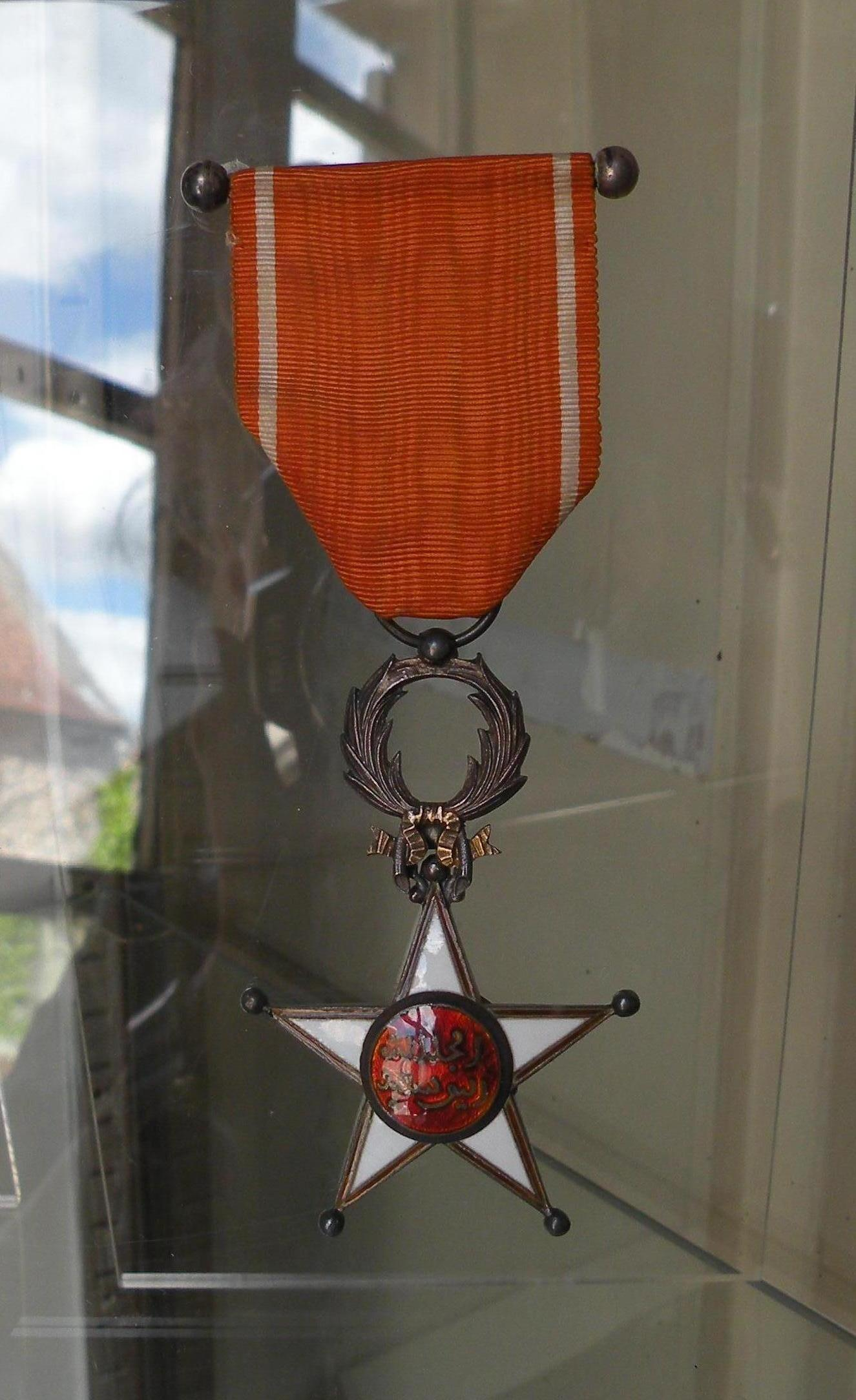
Médaille de l'ordre du Ouissam Alaouite (Maroc)